# Cshimnju pekcsei király
Cshimnju (Chimnyu) (? – 385) az ókori Pekcse (Baekje) állam tizenötödik királya volt.

## Élete
Kunguszu (Geungusu) király és Ai királyné fiaként született, apja halála után került a trónra, de mindössze 19 hónapig uralkodott. Rövid uralkodása mégis jelentős, ekkor jutott el az országba hivatalosan a buddhizmus. A király szívélyesen fogadta a Marananta nevű indiai szerzetest, aki 384-ben, a kilencedik holdhónapban érkezett. A király a következő év második holdhavában egy templomot is építtetett.
Kétféle elmélet létezik arra, miért fogadta szívesen a király a buddhista tanokat. Az egyik elmélet szerint a vallás segítségével szerette volna megszilárdítani a hatalmát, mert már az apja idejében is meggyengült a királyi udvar. Az elmélet alapján a lépés nem tetszhetett a nemeseknek, erre utalhat az, hogy a királyt nem a fia, hanem az öccse követte a trónon. A másik elmélet szerint a király súlyos beteg volt és a vallástól remélte a gyógyulást. Mindezek ellenére a buddhizmus ekkor még nem vert gyökeret az országban, valószínűleg az instabil belpolitikai helyzet és a háborúk következtében, valamint Cshimnju (Chimnyu) öccse, Csinsza (Jinsa) nem szívelte a buddhistákat.